# Firmin Lambot
Pour les articles homonymes, voir Lambot.
Firmin Lambot, né le 14 mars 1886 à Florennes et mort le 19 janvier 1964 à Borgerhout, est un coureur cycliste belge, l'un des deux Wallons qui gagna le Tour de France. Firmin Lambot remporte le Tour de France en 1919 et 1922. Il enlève six étapes à l'occasion des dix Tours de France qu'il dispute. Sa victoire en 1922 à 36 ans fait de lui le vainqueur du Tour le plus âgé.

## Biographie
Firmin Lambot naît le 14 mars 1886 à Florennes. Après avoir été bourrelier, il devient cycliste professionnel en 1908. Outre ses premières victoires, il obtient cette année la deuxième place du Championnat des Flandres et de Charleroi-Beaumont-Charleroi. En 1909, il est 4e du championnat de Belgique. L'année suivante, il se classe 7e du Tour de Belgique.
En 1911, Firmin Lambot est recruté par l'équipe Le Globe. Il est 8e du championnat de Belgique et 23e de Paris-Brest-Paris. Il participe à son premier Tour de France. Cette édition est la première à passer par les cols du Galibier et du Télégraphe. Bien placé lors des étapes de montagne, Firmin Lambot termine à la 11e place du classement général, établi par points cette année-là.
En 1912, Firmin Lambot est 5e du championnat de Belgique et 7e du Tour de Belgique. Il prend part au Tour de France. Troisième d'étape à Marseille, il finit à la 18e place du classement général aux points, remporté pour la première fois par un Belge, Odile Defraye.
Avec son ami namurois Félicien Salmon, Firmin Lambot court en 1913 pour l'équipe Griffon. Il se classe 20e de Paris-Roubaix en avril. Lors du Tour de France, il gagne sa première étape à Nice, après être passé en tête des cols de Braus et de Castillon. Il est plusieurs fois bien classé dans les autres étapes et termine cette grande boucle à la 4e place du classement général, avec plus de 4 heures de retard sur le vainqueur Philippe Thys.
Lambot rejoint Philippe Thys dans l'équipe Peugeot l'année suivante. Il remporte à nouveau une étape du Tour. Il passe en tête des cols du Tourmalet, d'Aspin et de Peyresourde, et arrive à Luchon avec plus de 7 minutes d'avance sur Thys, deuxième, et plus de 38 minutes sur le favori du Tour, le Français Henri Pélissier. Thys remporte le Tour de France pour la deuxième fois, devant Pélissier. Lambot est cinquième.
Pendant la Première Guerre mondiale, les compétitions cyclistes sont suspendues. Résident de Marcinelle depuis 1909, Firmin Lambot se marie en 1915 à une Anversoise et s'installe dans sa ville. Il y ouvre une sellerie.
À la reprise en 1919, les équipes Peugeot et Alcyon se fondent pour former le consortium « La Sportive », qui équipe près de la moitié des 69 concurrents du Tour de France, dont Firmin Lambot. Ils sont répartis en deux catégories : A, dont Lambot fait partie, et B. La plupart des coureurs, manquant de matériel, abandonnent dès les premières étapes, rendues difficiles sur des routes peu entretenues durant le conflit mondial. Firmin Lambot profite des abandons pour s'approcher de la tête du classement ; il « ramasse les morts », dit Jean Alavoine. Les frères Pélissier abandonnent aux Sables d'Olonne, après la 4e étape, Henri refusant les jeux d'alliance entre coureurs de La Sportive. Lambot est alors troisième, derrière Eugène Christophe et Émile Masson. Ce dernier perd plus de 20 minutes entre Luchon et Perpignan et abandonne le lendemain. Christophe, qui est le premier coureur à revêtir le maillot jaune officiel à Grenoble, a alors plus de 30 minutes d'avance sur son premier concurrent, Lambot. Dans l'avant-dernière étape entre Metz et Dunkerque, sa fourche casse et il doit la réparer seul dans une usine de cycles près de Valenciennes. Il arrive à Dunkerque avec 2 heures de retard sur Lambot, qui gagne l'étape. Lambot gagne ce Tour de France que seuls onze coureurs parviennent à terminer,.
Cinquième de Liège-Bastogne-Liège en juin, Firmin Lambot perd plus de 40 minutes dès la première étape du Tour de France 1920 à cause d'une série de crevaisons. Il gagne deux étapes : la plus longue de ce Tour, entre Les Sables-d'Olonne et Bayonne (482 km, et lendemain à Luchon, après être passé en tête des cols d'Aubisque, du Tourmalet, d'Aspin et de Peyresourde. Lors de la deuxième étape pyrénéenne, il est à nouveau en tête au Portet d'Aspet et au col de Puymorens, et prend la 4e place à Perpignan, dans le même temps que le vainqueur Jean Rossius. Le podium d'alors ne change plus : Philippe Thys est le premier coureur à remporter trois fois le Tour de France. Lambot est troisième, derrière Hector Heusghem.
Le Tour 1921 est dominé par Léon Scieur, natif de Florennes comme Firmin Lambot, qui prend le maillot jaune lors de la deuxième étape et le conserve jusqu'à Paris. Deuxième d'étape aux Sables d'Olonne et à Toulon, Lambot remporte la 9e étape à Nice. Comme lors de sa première victoire en 1913, il franchit les cols de Braus et de Castillon en première position. Il termine ce Tour à la huitième place.
En 1922, le consortium « La Sportive » est dissout. Le Tour de France reste disputé individuellement. À la sortie des Pyrénées, Firmin Lambot est deuxième du classement général, derrière Jean Alavoine. Accidenté lors de l'étape 12e étape entre Genève et Strasbourg, ce dernière laisse le maillot jaune à Hector Heusghem. Le lendemain, Heusghem percute un chien. Son vélo est endommagé et avec l'autorisation d'un commissaire de course, il emprunte celui d'un instituteur qui rentre chez lui. À l'arrivée, les deux autres commissaires désavouent leur collègue et infligent une pénalité d'une heure à Heusghem. À deux jours de l'arrivée à Paris, Lambot se retrouve en tête du classement général. Il remporte ce Tour. Alavoine, deuxième, a 41 minutes de retard. À 36 ans, 4 mois et 9 jours, Firmin Lambot est le vainqueur le plus âgé du Tour de France. Il est également le premier à s'imposer sans avoir gagné d'étape. Cette victoire est en outre la dernière d'une série de sept succès consécutifs des Belges sur la grande boucle,.
Lorsqu'il prend le départ du Tour de France 1923, Firmin Lambot se sent assez en forme pour l'emporter une troisième fois. Cependant, lors de l'étape Bayonne-Luchon, il casse une manivelle 15 km après le départ. Il doit pédaler d'une jambe pour aller réparer son vélo, et arrive à Luchon avec 3 heures de retard. Il abandonne le lendemain. Son dixième et dernier Tour, en 1924, n'est pas plus heureux : il abandonne lors de la huitième étape. Sa carrière s'arrête cette année-là.
Grâce aux arriérés versés par Peugeot à la fin de la Première Guerre mondiale pour les années d'inactivité contrainte, Firmin Lambot ouvre un magasin de cycles, puis une fabrique de cycles Firmin Lambot. Lorsqu'Anvers est bombardée en 1944, Firmin Lambot et sa famille sont accueillis par Léon Scieur  à Florennes. Il meurt le 19 janvier 1964 à Borgerhout, il y est enterré mais sa tombe a été démolie depuis plusieurs années.
Depuis 1988, un « Mémorial Firmin Lambot et Léon Scieur » et un « Grand prix Scieur-Lambot » sont organisés à Florennes, à l'initiative du club cycliste La Pédale florennoise, en hommage à ces deux coureurs,.

## Palmarès

### Palmarès année par année
| - 1908 - 2e du Championnat des Flandres - 2e de Charleroi-Beaumont-Charleroi - 1913 - 9e étape du Tour de France - 4e du Tour de France - 1914 - 6e étape du Tour de France - 8e du Tour de France - 1919 - Tour de France : - Classement général - 14e étape | - 1920 - 5e et 6e étapes du Tour de France - 3e du Tour de France - 5e de Liège-Bastogne-Liège - 8e de Paris-Bruxelles - 1921 - 9e étape du Tour de France - 9e du Tour de France - 1922 - Classement général du Tour de France - 3e de Paris-Lyon - 3e du Tour de la province de Milan (avec Léon Scieur) |

### Résultats sur le Tour de France
10 participations
- 1911 : 11e
- 1912 : 18e
- 1913 : 4e, vainqueur de la 9e étape
- 1914 : 8e, vainqueur de la 6e étape
- 1919 :  Vainqueur du classement général et de la 14e étape,  maillot jaune pendant 2 jours
- 1920 : 3e, vainqueur des 5e et 6e étapes
- 1921 : 9e, vainqueur de la 9e étape
- 1922 :  Vainqueur du classement général,  maillot jaune pendant 3 jours
- 1923 : abandon (7e étape)
- 1924 : abandon (8e étape)